# Jean Talairach

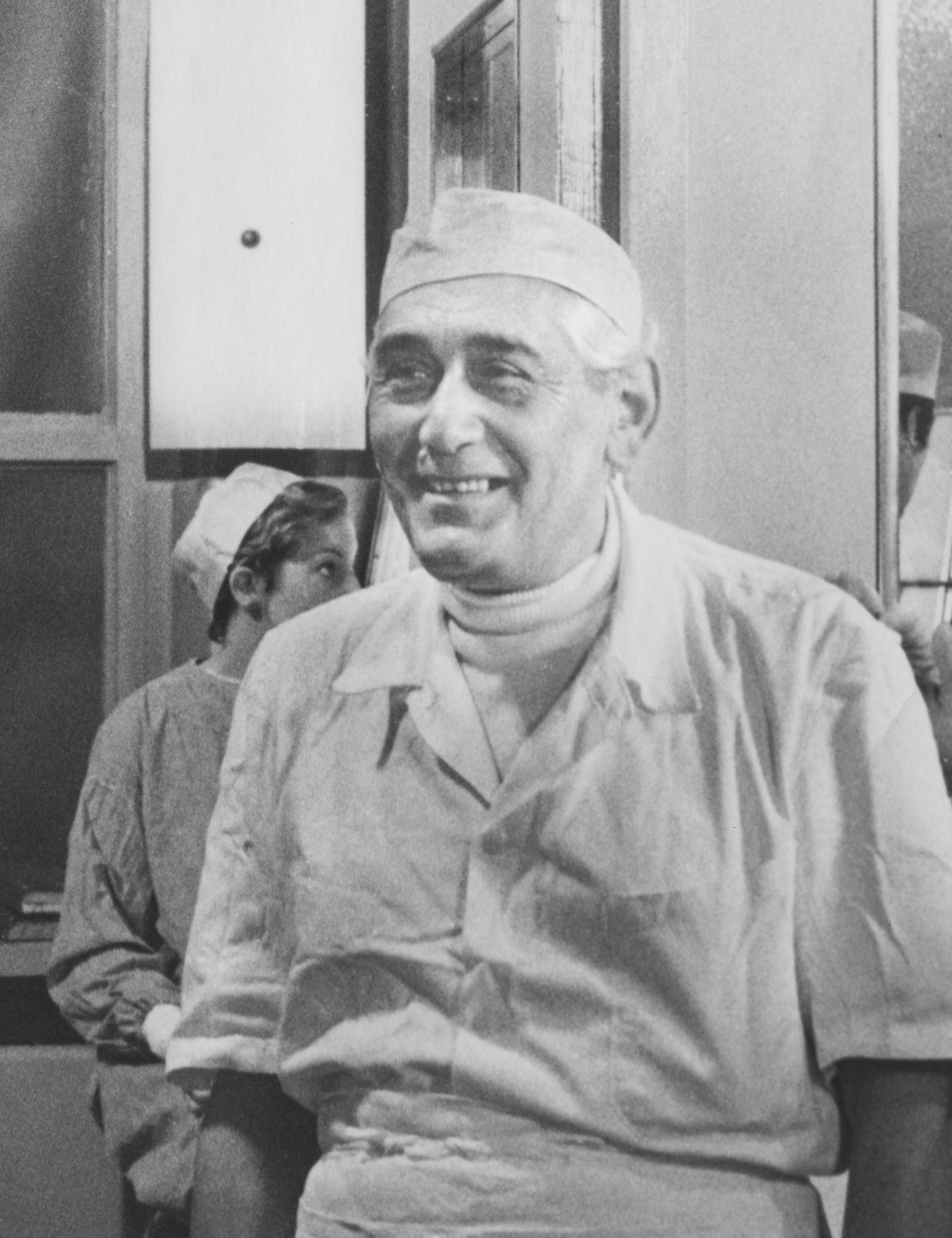
Jean Talairach

Jean Talairach (* 15. Januar 1911 in Perpignan; † 15. März 2007 in Paris) war französischer Neurochirurg und Hirnforscher.

## Leben
Für Talairach, den Sohn einer Pianistin, schien sich zunächst eine musikalische Laufbahn abzuzeichnen. Seine Mutter ließ ihn das Cellospiel auf professionellem Niveau erlernen. Dann entwickelte er seine Leidenschaft für Geometrie und Architektur und interessierte sich für die Hörsäle der mittelalterlichen medizinischen Hochschule in Montpellier. Dies wiederum weckte sein Interesse an der Medizin, besonders der Psychiatrie. 1938 begab er sich nach Paris, um dort Medizin zu studieren.
Am Hôpital Sainte-Anne, einem der renommiertesten und ältesten Krankenhäuser Frankreichs, das bereits im 13. Jahrhundert gegründet wurde, promovierte er mit einer Arbeit über weibliche Psychosen. Während der deutschen Besatzungszeit schloss er sich der Résistance an. Für die Alliierten fertigte er einen detaillierten Plan der unterirdischen Stollen von Paris an. 1944 wurde er in die Légion d'Honneur aufgenommen.
Entscheidend für seine berufliche Laufbahn wurde eine Begegnung mit Marcel David, dem Leiter der 1939 gegründeten neurochirurgischen Abteilung des Hôpital Sainte-Anne. An dessen Institut ersann er die Grundlagen von Verfahren, die später unter dem Namen Stereotaxie bekannt werden sollten. Diese gestatten es, mit großer Genauigkeit funktionale Zonen des Hirns zu lokalisieren. Zu einer Zeit, wo bildgebende Verfahren wie die Magnetresonanztomographie noch nicht verfügbar waren und Röntgenaufnahmen nur eine ungenaue Wiedergabe des Hirns lieferten, schuf er eine nach ihm benannte genaue Kartierung des menschlichen Hirns.
Seine Arbeit war die Grundlage für hirnanatomische Atlanten, die auch über seinen Tod hinaus maßgeblich waren. Die von ihm und seinen Teamkollegen Pierre Tournoux, Gabor Szikla und Jean Bancaud erarbeiteten Daten lieferten die Grundlage für die bildgebende Software, die es bei neurochirurgischen Operationen ermöglicht, in genauer Kenntnis der Lage des Behandlungsziels und des Operationswerkzeuges zu arbeiten. Dadurch werden beispielsweise neurochirurgische Behandlungen von Hirntumoren, der Epilepsie oder von bestimmten Bewegungsanomalien ermöglicht.
Zur Fixierung des Kopfes während der Behandlung erfand er 1947 den nach ihm benannten Talairach-Rahmen (cadre de Talairach), den er allerdings nicht zum Patent anmeldete.
Seine Arbeit trug zu einem großen Teil zum Renommee des Hôpital Sainte-Anne bei. Sein Tod fiel zeitlich mit der Veröffentlichung seines letzten Werkes zusammen, das sich mit der Geschichte des Instituts für Neurochirurgie am Hôpital Sainte-Anne auseinandersetzt. Er starb in demselben Zimmer im Hôpital Sainte-Anne, das einst sein Arbeitszimmer gewesen war.

## Schriften
- Bertrand Devaux, Jean Talairach: Souvenirs des études stéréotaxiques du cerveau humain : Une vie, une équipe, une méthodologie : L'Ecole de Sainte-Anne, Éditions John Libbey Eurotext, Paris 2007, ISBN 978-2-7420-0653-3
- Jean Talairach, Pierre Tournoux: Co-Planar Stereotaxic Atlas of the Human Brain. Thieme, Stuttgart 1988, ISBN 3-13-711701-1.